# 测序

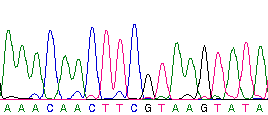
DNA序列。

测序（英語：sequencing）又称定序，是对多聚体中单体排列顺序进行测定的技术，亦即测出目标分子一级结构的序列。例如：测定DNA、RNA、多肽、多糖链基本组成单位残基（核苷酸、氨基酸、单糖）的排列顺序。
测序意味着确定无分支的生物聚合物的一级结构（有时被误称为一级序列）。测序结果是一个符号化的线性描述，简明地总结了被测序的分子的大部分原子级结构的序列。
常见的测序有：
- DNA测序
- RNA测序
- 桑格测序
- 蛋白质测序
- 焦磷酸测序
- 多糖测序

## 蛋白质测序
蛋白质测序的方法包括：
- 埃德曼降解法
- 质谱法
- 肽质量指纹（英语：Peptide_mass_fingerprinting）

如果编码蛋白质的基因是已知的，那么便可以利用基因的序列推断出蛋白质的序列。